# Leo Varadkar
Leo Varadkar, né le 18 janvier 1979 à Dublin, est un médecin et homme d'État irlandais, membre du Fine Gael. Il est Premier ministre d’Irlande de 2017 à 2020 et de 2022 à 2024.
Médecin de formation, il est élu pour la première fois en 2003 et remporte son premier mandat au Dáil Éireann en 2007. Quatre ans plus tard, après que le Fine Gael a formé un gouvernement de coalition, il devient ministre des Transports. Il est désigné ministre de la Santé en conséquence d'un remaniement ministériel en juillet 2014, puis ministre de la Protection sociale après les élections législatives de 2016.
Il est élu chef du Fine Gael le 2 juin 2017, environ deux semaines après la démission d'Enda Kenny. Devenu Premier ministre dix jours après, il était à 38 ans le plus jeune titulaire de ce poste, le premier homosexuel, le premier métis et le premier ayant une ascendance indienne.
Il est vice-Premier ministre et ministre des Entreprises, du Commerce et de l'Emploi au sein du gouvernement Martin de juin 2020 à décembre 2022, date à laquelle il redevient Premier ministre à la suite de l'accord de gouvernement de 2020. En mars 2024, il démissionne de la direction du gouvernement et du Fine Gael.

## Biographie
Leo Varadkar est le troisième enfant d'Ashok et Miriam (née Howell) Varadkar. Son père, né à Bombay et originaire du district de Sindhudurg, en Inde, a déménagé au Royaume-Uni dans les années 1960 pour travailler comme médecin. Sa mère, née à Dungarvan, dans le comté de Waterford, a rencontré son futur mari alors qu'elle travaillait comme infirmière à Slough,.
Il obtient son diplôme de medecine en 2003, après avoir effectué son stage à l'hôpital KEM de Mumbai. Il a ensuite passé plusieurs années à travailler comme médecin hospitalier non consultant à St. James's Hospital et Connolly Hospital, avant de se spécialiser en tant que médecin généraliste en 2010.

### Débuts en politique
Alors qu'il étudie la médecine au Trinity College de Dublin (TCD), il est politiquement actif au sein de la Jeunesse du Fine Gael (YFG). Il se présente en 1999 au conseil du quartier de Mulhuddart, dans la capitale irlandaise. Il échoue à 360 voix près lors du neuvième décompte. Il occupera ensuite un poste de vice-président des Jeunes du Parti populaire européen (YEPP).
En octobre 2003, il remporte son premier mandat électoral en remportant une élection partielle au conseil du comté de Fingal. Il termine ses études cette même année et exerce pendant plusieurs années comme docteur en médecine générale. Il est réélu en 2004 avec le meilleur résultat de tout le pays.

### Député à28 ans
À l'occasion des élections législatives du 24 mai 2007, il postule à 28 ans à l'un des trois sièges à pourvoir dans la circonscription de Dublin-Ouest. Alors que le Fine Gael n'y était plus représenté depuis cinq ans, il se fait élire député (en irlandais : Teachta Dála) avec 8 710 voix au cinquième décompte.
Dès son premier mandat, il rejoint le cabinet fantôme constitué par le chef du parti Enda Kenny. Il est d'abord porte-parole pour les Entreprises, le Commerce et les Investissements. Il donne alors la réplique à Micheál Martin, puis à Mary Coughlan à partir de mai 2008. Il est muté en 2010 et devient porte-parole pour les Communications, l'Énergie et les Ressources naturelles, s'opposant à Eamon Ryan du Parti vert.

### Ministre
Il est réélu au Dáil Éireann au cours des élections législatives anticipées du 25 février 2011 avec 8 555 suffrages dès le deuxième décompte. Le 9 mars, Leo Varadkar est nommé à 32 ans ministre des Transports, du Tourisme et des Sports dans le gouvernement de coalition centriste formé par Kenny.
À la suite de la crise traversée par le Parti travailliste du fait de ses résultats aux élections européennes, un vaste remaniement ministériel est opéré le 11 juillet 2014. Il devient à cette occasion ministre de la Santé.
Remportant un nouveau mandat aux élections législatives du 26 février 2016 avec 9 021 voix au troisième décompte, il réalise le meilleur résultat de Dublin-Ouest. Kenny ayant finalement réussi à constituer un gouvernement minoritaire, il est nommé le 6 mai ministre de la Protection sociale.

### Premier ministre de 2017 à 2020

#### Chef du Fine Gael: une élection symbolique
Enda Kenny, chef du Fine Gael depuis 2002, indique le 17 mai 2017 qu'il renonce immédiatement à cette fonction. Tandis que Simon Coveney est présenté comme le favori à la succession, Varadkar fait figure d'outsider. Il l'emporte pourtant lors du vote du 2 juin avec 60 % des voix, notamment grâce à son excellent résultat au sein du groupe parlementaire (qui compte pour 65 % du résultat final) alors que son concurrent s'impose avec 65 % des suffrages parmi les adhérents du parti.
Appelé à devenir Premier ministre dix jours après, il est le plus jeune titulaire de cette fonction, le premier métis et le premier homosexuel à l'exercer, mais il refuse explicitement d'être associé à cette image de pionnier.
Alors que ses partisans comparent son arrivée au pouvoir à celles de Justin Trudeau ou Emmanuel Macron, ses détracteurs le présentent davantage comme proche de Donald Trump ou Margaret Thatcher par son positionnement à droite, une campagne aux accents populistes et une vision libérale de l'économie,. Bien que son élection soit perçue comme le symbole de l'ouverture d'un pays réputé conservateur et de forte tradition catholique, il ne devrait pas remettre en cause la politique de rigueur menée par Kenny.

#### Investiture et gouvernement
Le 14 juin 2017, Leo Varadkar est élu Premier ministre par 57 voix pour, 50 voix contre et 45 abstentions. Il est aussitôt nommé par le président Michael D. Higgins.
Symboliquement, son nom a été proposé à l'investiture du Dáil Éireann par son prédécesseur. Dans son discours aux députés, il déclare notamment « croire au pouvoir politique », qu'il dit percevoir comme une voie qui inspire au peuple la volonté de se dépasser, et que la démocratie n'est pas simplement une affaire de diversité mais de proportionnalité.
Il annonce quelques heures plus tard la composition de son gouvernement, qui compte seulement quatre nouveaux membre sur un total de 18. Parmi les principaux changements, Simon Coveney devient ministre des Affaires étrangères, tandis que le ministère des Finances et le ministère des Dépenses publiques fusionnent sous l'autorité de Paschal Donohoe. Il rétablit le ministère de la Culture, confié à Heather Humphreys. Deux nouveaux postes de secrétaire d'État assistant au conseil des ministres sont créés. Il confirme les trois ministres indépendants ainsi que le ministre de la Santé Simon Harris, à qui il confie la mission d'organiser en 2018 un référendum sur une révision de l'amendement constitutionnel limitant l'interruption volontaire de grossesse.
En janvier 2020, il doit annuler une cérémonie d'hommage aux membres de la RIC ayant pris part aux combats contre l'IRA lors des combats durant la guerre d'indépendance.
Son gouvernement prévoit de reculer l'âge légal de départ à la retraite à 67 ans en 2021 et à 68 ans en 2028.
Le 14 janvier 2020, il annonce la dissolution du Dáil Éireann et la tenue de nouvelles élections générales le 8 février 2020. Il fait campagne sur ses succès diplomatiques avec le gouvernement britannique sur la question du Brexit. L'opposition met en avant la dégradation du système de santé irlandais et l'augmentation du nombre de sans-abris. Son parti se retrouve à la troisième place lors des élections avec 20,9 % des suffrages, derrière le Sinn Féin (24,5 %) et le Fianna Fáil (22,2 %).
Le 20 février, il remet sa démission et continue de diriger le gouvernement de façon intérimaire jusqu'à la nomination d'une nouvelle équipe.

### Vice-Premier ministre et ministre des Entreprises
En juin 2020, il soutient le projet de majorité Fianna Fáil, Fine Gael, parti Vert qui devrait mener à un changement de tête de gouvernement à la moitié de la mandature. Ce projet exclut le Sinn Féin du gouvernement malgré sa victoire en février lors du vote populaire. Après avoir cédé en juin 2020 le poste de Premier ministre à Micheál Martin du Fianna Fáil, il doit retrouver cette fonction en décembre 2022 à la faveur d'un plan de partage du pouvoir entre les deux partis de centre droit. Il est vice-Premier ministre et ministre des Entreprises, du Commerce et de l'Emploi au sein du gouvernement Martin de juin 2020 à décembre 2022.

### Second mandat de Premier ministre
Le 17 décembre 2022, conformément à l'accord de gouvernement de 2020, Micheál Martin démissionne de ses fonctions de Premier ministre et Leo Varadkar est élu pour lui succéder en obtenant 87 voix des 160 députés de l'Assemblée.
Le 20 mars 2024, Leo Varadkar annonce à la surprise générale sa démission du poste de Taoiseach et de celui de chef du Fine Gael. Il reste en poste jusqu'à la nomination d'un nouveau leader du Fine Gael après les congés de Pâques. Ce nouveau leader pourra ensuite prétendre au poste de Taoiseach en vertu des accords de coalition passés après les dernières élections générales. Cette démission suit de près l'échec du référendum appelant à la modification de la Constitution.

### Vie familiale et privée
Il a révélé publiquement son homosexualité en janvier 2015. C'est la première fois qu'un ministre irlandais en exercice fait un coming out.
Son conjoint, Matthew Barrett, est médecin au Mater Misericordiae University Hospital situé à Dublin,.